# Willy Kurant
Willy Kurant, né le 15 février 1934 à Liège (Belgique) et mort le 1er mai 2021 à Paris, est un directeur de la photographie belge.

## Biographie
Durant l'Occupation de la Belgique, il est caché par un groupe de résistants dans la région de Verviers et à la Libération, il part vivre un temps avec sa sœur avant d'être placé dans un orphelinat à Boisfort.[réf. nécessaire]
Il dit avoir été influencé par la lumière nordique de son pays natal : « Le ciel bleu métallique, les nuages noirs, le contraste très élevé, m’ont marqué. »
Désirant faire de la photo ou du cinéma et comme les écoles n'existaient pas encore en Belgique, il se retrouve stagiaire à l'Institut photographique de Belgique[réf. nécessaire]. Il travaille dans un laboratoire où sont comparées les qualités des pellicules couleurs afin d'en fabriquer une nouvelle. Il estime y avoir « tout appris » concernant la photochimie (développement, tirage, étalonnage).
Il fait à 19 ans l'image de son premier court métrage : Klinkaart de Paul Meyer qui remporte le premier prix au festival d'Anvers. Il travaille dès ce film en essayant d'obtenir des noirs profonds. Il tourne avec sa propre caméra, une Arriflex, et déclare être influencé par des photographes américains de la Grande Dépression des années 1930 : Dorothea Lange, Paul Strand ainsi que par les documentaristes Robert Flaherty et Joris Ivens.
Lors de l'arrivée de la télévision en Belgique il devient opérateur d'actualités. Il n'y a au départ que peu de succès, la programmation étant faite par des personnes venues du service des sports, ce qui n'est pas son cas. Il estime que cette expérience comme cadreur d'actualités lui a beaucoup servi, notamment pour savoir tenir sa caméra à l'épaule longtemps et sans trembler.
En 1957, à la suite d'une bourse d'études du British Council, il se rend à Londres pour faire un stage aux Studios de Pinewood, où il est assistant de Jack Hildyard, Geoffrey Unsworth et Harry Waxman. Il y travaille sur un film de Stanley Kubrick[Lequel ?] et un film de Joseph Losey, Gypsy (1958) comme coassistant caméra.
À la suite de l'exposition universelle de 1958 à Bruxelles, il passe au service des reportages où on le fait beaucoup travailler, ce qui lui permet, pour la première fois de sa vie, d'acquérir une certaine aisance financière alors que, même lorsqu'il travaillait pour la télévision où le cinéma, son statut de « free lance » le maintenait dans une certaine précarité.
Il s'offre alors un des premiers modèles de caméra reliée à un enregistreur, ce qui fait qu'il se considère comme un des pionniers du cinéma direct.
Ayant fait un stage à Paris avec Jean-Christophe Averty avec qui il s'est lié d'amitié, il déménage à Paris et travaille comme opérateur sur les premiers courts-métrages de ce réalisateur à sa sortie de l'IDHEC. Averty sortant de la même promotion que Jacques Rozier, il lui recommande Willy Kurant pour Dans le vent. Il rencontre sur ce film Marin Karmitz, assistant de Rozier, avec qui il va aussi travailler sur des courts métrages.
Willy Kurant travaille alors aussi pour une émission belge de cinéma, ce qui lui permet de rencontrer notamment Agnès Varda ainsi que pour l'émission française 5 colonnes à la une,. Cette expérience dans le « grand reportage » lui permet d'avoir pour principe « quand on est quelque part on ne peut pas dire que c'est impossible. » Pour lui il y a toujours un moyen de filmer, et cela constitue sa signature sur les tournages : « rien n'est impossible, il faut trouver la solution. »
À la suite de leur rencontre, Agnès Varda lui demande de travailler sur son film en CinemaScope Les Créatures en 1965, ce qui constitue son passage au long métrage. Les rushes du film étant projetés dans une salle proche de son bureau, Jean-Luc Godard contacte Willy Kurant pour faire des essais pour Masculin féminin, essais qui seront intégrés au film final (Jean-Pierre Léaud qui déambule dans la rue, qui vole un livre). Il tourne le film avec une caméra américaine très lourde (un choix du réalisateur qui trouvait que « ça fait cinéma. »).
Jerzy Skolimowski contacte Willy Kurant pour le film Le Départ (1967) après avoir vu Masculin féminin, dont il reprend aussi les deux acteurs principaux. Il déclare à Kurant : « J'aime beaucoup ce que tu as fait sur ce film, mais je n'aime pas le cadreur, tu devrais changer de cadreur. » Il répond « le cadreur c'est moi : Godard voulait que je coupe les personnes en deux sur le côté de l'image ». Il ajoute que son « instinct d'opérateur d'actualités » lui a rendu ce type de cadre très difficile. C'est aussi précisément cette expérience comme opérateur d'actualité qui lui a permis dans Le Départ, dans la séquence de bagarre qui n'est pas chorégraphiée (l'acteur qui se bat avec Jean-Pierre Léaud n'est pas acteur, c'est l'électricien du film), de suivre les personnages à l'image sans qu'ils sortent du cadre. Sur ce film, il cherche à avoir un noir et blanc très contrasté en demandant un développement spécial de la pellicule (neuf minutes de développement au lieu de six pour faire monter le contraste), ce qu'il a appris grâce à son expérience en laboratoire. Mais le tirage étant raté, les premières copies du film sont très grises et Serge Daney, dans sa critique du film pour les Cahiers du cinéma considère l'image comme « un peu sale. »
Deux jours après le début du tournage d'Une histoire immortelle (1968), Orson Welles contacte Willy Kurant car il est mécontent du travail de son chef-opérateur : celui-ci, terrifié par le réalisateur, travaille de manière trop académique. Les deux hommes se rencontrent dans la chambre d'hôtel de Welles ; celui-ci, en pyjama rose et fumant un cigare, est convaincu par les idées de Willy Kurant concernant la lumière et la couleur.
À la fin des années 1970, Willy Kurant part quelque temps aux États-Unis, où il tourne beaucoup de publicités et quelques films produits par Roger Corman.
Kurant estime que si Philippe Garrel l'a engagé sur Un été brûlant (2011), c'est parce qu'il vient de la Nouvelle Vague et qu'il sait travailler vite avec peu de moyens.
Il est membre de l'American Society of Cinematographers (ASC) et de l'Association française des directeurs de la photographie cinématographique (AFC).

## Filmographie

### Longs métrages
- 1964 : Bosphore de Maurice Pialat
- 1965 : Les Créatures d'Agnès Varda N/B
- 1965 : Masculin féminin de Jean-Luc Godard N/B
- 1966 : Trans-Europ-Express d'Alain Robbe-Grillet N/B
- 1966 : Au pan coupé de Guy Gilles N/B et couleur, codirecteur de la photographie : Jean-Marc Ripert
- 1967 : Mon amour, mon amour de Nadine Trintignant
- 1967 : Anna de Pierre Koralnik
- 1967 : Le Départ de Jerzy Skolimowski N/B
- 1967 : Loin du Vietnam d'Alain Resnais, William Klein, Joris Ivens, Agnès Varda, Claude Lelouch, Chris Marker, Jean-Luc Godard
- 1967 : Idea de Jean-Christophe Averty
- 1967 : The Deep d'Orson Welles, codirecteur de la photographie : Ivica Rajkovic, prod 1967-1969 (inachevé)
- 1968 : La Nuit du lendemain (The Night of the Following Day) de Hubert Cornfield et Richard Boone
- 1968 : Michael Kohlhaas de Volker Schlöndorff
- 1968 : Une histoire immortelle d'Orson Welles
- 1969 : Tout peut arriver de Philippe Labro N/B et couleur
- 1969 : Le Temps de mourir d'André Farwagi
- 1969 : Cannabis de Pierre Koralnik
- 1969 : Bhakti de Maurice Béjart
- 1969 : Michael Kohlhaas (Michael Kohlhaas - Der Rebell) de Volker Schlöndorff
- 1970 : Le Feu sacré de Vladimir Forgency
- 1974 : Les Jours gris
- 1976 : Je t'aime moi non plus de Serge Gainsbourg
- 1977 : Le Monstre qui vient de l'espace (The Incredible Melting Man) de William Sachs (où il est crédité sous le nom de Willy Curtis)
- 1980 : Mama Dracula de Boris Szulzinger
- 1982 : TAG : Le Jeu de l'assassinat (Tag: The Assassination Game) de Nick Castle
- 1983 : Equateur de Serge Gainsbourg
- 1983 : Les Îles de Iradj Azimi
- 1986 : Charlotte for Ever de Serge Gainsbourg
- 1986 : Flagrant Désir de Claude Faraldo
- 1987 : Sous le soleil de Satan de Maurice Pialat
- 1991 : La Contre-allée d'Isabel Sebastian
- 1992 : Le Grand Pardon 2 de Alexandre Arcady
- 1993 : Cuisine et Dépendances de Philippe Muyl
- 1994 : Priez pour nous de Jean-Pierre Vergne
- 1994 : Lune rouge (China Moon) de John Bailey
- 1995 : Le Petit Garçon de Pierre Granier-Deferre
- 1995 : Le Cheval de cœur de Charlotte Brändström
- 1997 : Le Jour et la Nuit de Bernard-Henri Lévy
- 1998 : Les Naufragés du Pacifique (The New Swiss Family Robinson) de Stewart Raffill
- 2001 : Delivering Milo de Nick Castle
- 2011 : Un été brûlant de Philippe Garrel
- 2013 : La Jalousie de Philippe Garrel

### Courts métrages
- 1954 : Pierre-Romain Desfossez de Gérard De Boe
- 1955 : Françoise et la ville de Jacques Boigelot
- 1956 : Klinkaart de Paul Meyer N/B, 20 min[11].
- 1957 : Le Retable de Notre-Dame de Lombeek / De retabel van Onze Lieve Vrouw Lombeek de Paul Meyer 18 min.
- 1959 : Le Mur de la mort de Jacques Carpent
- 1959 : La Dernière Toile de Harry Fischback
- 1959 : Eve et lui de Harry Fischback
- 1961 : Roosevelt Sykes 'The Honeydripper'  de Yannick Bruynoghe 27 min.
- 1961 : Suite européenne / Vertrek de Patrick Ledoux
- 1962 : Coups de feu à 18 heures de Daniel Costelle N/B, court métrage 13 min.
- 1962 : Un jour à Paris de Serge Korber N/B, court métrage 19 min.
- 1963 : Les Idoles de Marin Karmitz N/B, 9 min[11].
- 1963 : Auto de Jean-Claude Lubtchansky 14 min.
- 1963 : Encore dimanche de Jean-Christophe Averty 14 min.
- 1963 : Un vieux de Jean-Jacques Péché N/B, 35 min.
- 1963 : Chroniques turques / Turkish Chronicles épisodes : Byzance, Pehlivan, La Corne d'Or, Istanbul, Bosphore, Maître Galip de Maurice Pialat
- 1964 : La Demoiselle de Saint-Florentin de Serge Korber 20 min.
- 1964 : Nuit noire, Calcutta de Marin Karmitz 24 min[11].
- 1964 : Le Type au ras du cou blanc d'Alain Dhénaut 10 min.
- 1964 : La Cage aux oiseaux de Jean-Christophe Averty 14 min.
- 1964 : La Brûlure de mille soleils de Pierre Kast 26 min codirecteur de la photographie : Jacques Maillet
- 1965 : La Vengeance d'une orpheline russe de Monique et Françoise Lepeuve.
- 1965 : L'Affaire des poissons de Jeanne Barbillon N/B, court métrage 15 min
- 1970 : Renaissance de Marc Lobet court métrage
- 2005 : Les joues rouges de Joëlle Miquel court métrage 11 min

### Documentaires
- 1958 : Rythmes d'Europe / Europa langs nieuwe wegen de René van de Weerdt
- 1960-1962 : Fellini de André Delvaux
- 1961 : Béjart de François Weyergans, 18 min[11]
- 1961 : Mon frère Jacques de Pierre Prévert
- 1962 : Dans le vent de Jacques Rozier N/B, 8 min.
- 1964 : Lucie et Dominique de Jean Dewever N/B, 25 min
- 1966 : Roméos et jupettes de Jacques Rozier, 11 min.
- 1966 : Elsa la rose d'Agnès Varda et Raymond Zanchi
- 1971 : Salut, Jérusalem d'Henry Chapier documentaire 72 mi, codirecteur de la photographie : Daniel Vigne
- 1971 : Pink Floyd: Live at Pompeii d'Adrian Maben documentaire musical 85 min (vidéo : 60 min, codirecteur de la photographie : Gabor
- 1979 : Echoes of the 60's de Kevin Billington documentaire musical.

## Nomination
- César du cinéma 1988 : nomination pour la meilleure photo pour Sous le soleil de Satan de Maurice Pialat[12]